# ジェドソン・フェルナンデス
ジェドソン・カルヴァーリョ・フェルナンデス（Gedson Carvalho Fernandes, 1999年1月9日 - ）は、サントメ・プリンシペ・サントメ出身のサッカー選手。ベシクタシュJK所属。ポジションはMF。

## 経歴
サントメ・プリンシペのサントメで生まれ、家族と共にポルトガルへと移住。2008年からSCフリエラスに加入をすると、才能を見出され、2009年よりSLベンフィカユースに移籍した。
2017年2月11日、CDアヴェス戦でプロデビューを果たした。2018-19シーズンからトップチームに昇格すると、2018年8月7日、UEFAチャンピオンズリーグ 2018-19のフェネルバフチェSK戦でトップデビューを果たした。
2020年1月15日、トッテナム・ホットスパーFCへ買取オプション付きの18ヶ月のレンタル移籍が発表された。
2021年2月1日、SLベンフィカに呼び戻され、ガラタサライSKにレンタル移籍することが発表された。
2022年2月3日、7月1日からベシクタシュJKに加入することが発表された。

## 代表歴
ポルトガル代表として各年代で招集され、2016年のUEFA U-17欧州選手権では優勝に貢献した。2018年9月6日、クロアチア代表との親善試合にてA代表デビューを果たした。

## タイトル
SLベンフィカ
- プリメイラ・リーガ: 2018-19

代表
- UEFA U-17欧州選手権: 2016